# Кадералы
Кадералы (баш. Ҡәҙерәле)— горный хребет на Южном Урале. Находится на территории Ишимбайского района Башкортостана.
Хребет Кадералы относится к хребтам Башкирского (Южного) Урала.
Хребет Кадералы растянулся меридионально от р. Асиля (басс. р.Зиган) до устья р.Ергаза (приток р. Урюк) в Ишимбайском районе РБ.
Длина хребта — 23 км, ширина — от 4 до 8 км, высота — 602 м (г. Кадрале).
Дает начало рекам — притокам: река Бриш (приток р. Зиган), Ергаза и Ямаш (притоки р. Урюк), Мырзагол.
Ландшафты — широколиственные леса на горных серых лесных почвах и дерново-подзолистых почвах.
Состоит из известняков катавской свиты.

## Происхождение названия
От башкирского слова ҡәҙерәле - дорогой, почётный, заповедный (по ИЭ).

## Топографическая карта
Лист карты N-40-90 Макарово. Масштаб: 1 : 100 000. Издание 1979 г.